# 三苯基碲化膦
三苯基碲化膦是一种有机磷化合物，化学式为(C6H5)3PTe，或简写为Ph3PTe，它在热力学上不稳定，容易分解出碲。它可由三苯基膦和碲在离子液体1-乙基-3-甲基咪唑𬭩乙基硫酸盐中于150 °C反应制得，尽管碲在该离子液体中的溶解度较小，但足以使反应进行；甲苯也可用作反应溶剂。它可以用于合成碲化锌。
它的加合物，Ph3PTe·PPh3，可由四苯基碲氰酸鉮和三苯基膦在高氯酸锂的存在下反应制得。